# برايان تاونسند
برايان تاونسند (بالإنجليزية: Brian Townsend)‏ هو لاعب كرة قدم أمريكية أمريكي، ولد في 7 نوفمبر 1968 في سينسيناتي في الولايات المتحدة.

## وصلات خارجية
- برايان تاونسند على موقع مرجع كرة القدم المحترفة.كوم (الإنجليزية)